# Баџао
Баџао (Вајаи, баджао, оранглаут), други назив Оранг Лаут, народ је настањен око ушћа река на острвима Суматра, Калимантан и Целебес, као и мањим острвима (Бангка, Белитунг и др).
Раздељени су по племенима, од којих многа живе лутајући с острва на острво, стога Баџао важе за морске номаде. У оквиру њих су сродни народи Баруци, Ломи, Џури, Рајати, Џохори, Мантази, Мапори и Беломи. Кроз историју, припадници овог народа су били номадски, поморси људи, који су живели од риболова и трговине. Живели су близу морске обале, ту су подизали куће и пловили, ручно израђеним чамцима у којима су многи и живели. Данас многи живе у селима као што је Торосиаџе, насеље јединствено по томе што лежи на један километар до мора.
Језик припада западноаустронезијској групи аустронезијске породице језика. Вера је ислам (сунити), са делом традиционалног веровања.

## Популација
Укупно: око 1.093.672 (широм света):
- око 470.000 на Филипинима (2010),
- око 436.672 у Малезији (2010)[2],
- око 179.000 у Индонезији, религија - ислам (99,97%), језик - баџау, индонежански (2011)[3],
- око 12.000 у Брунеју, религија - ислам (99,98%), језик - баџау (2011)[4].

## Језик
Баџау народи говоре на десетак језика подгрупе Баџау западне малајско-полинежанске породице. Синама је најчешће име за ове језике, али се такође зову Баџау, посебно у Малезији. Већина припадника народа Баџау може говорити више језика. Језици су некада били класификовани под централно филипинским језицима географске групе Малајско-полинежанске породице аустронезијских језика, али због значајних разлика са суседним језицима они су класификовани у посебну групу са другим филипинским језицима.

## Религија
Религија се може разликовати међу различитим подгрупама Сама-Баџау - од стриктног придржавања сунитског ислама, облика народног ислама (ислама под утицајем суфијеве традиције раних муслиманских мисионара), до анимистичких веровања у духове и обожавање предака. Постоји мали број католика и протестаната, најчешћи у Јужном Давау на Филипинима.